# ジャストインタイム生産システム
ジャストインタイム生産システム、ジャスト・イン・タイム生産システム（ジャストインタイムせいさんシステム、just-in-time, JIT）は、生産過程において、各工程に必要な物（部品など）を、必要な時に、必要な量だけ供給することで在庫（あるいは経費）を徹底的に減らして生産活動を行う技術体系（生産技術）をいう。
日本のトヨタ自動車において豊田喜一郎が合目的経営の観点から導入した生産方式としてよく知られている（トヨタ生産方式）。アメリカ合衆国の自動車業界でもJIT（ジット）といえばこのことである。

## 概要
トヨタ生産方式の基本的な考え方は、やみくもな減量経営ではなく、限られた人、設備、在庫で効率的に生産を行う限量経営である（そのため減量ではなく限量と表現される）。

### ものの流れ（後工程引取方式）
工程間の仕掛在庫を最少に抑える究極の形は完全受注生産である。しかし、生産のプロセスを見た場合、オーダーから出荷までの間には数多くの工程が存在し、それが結果としてリードタイムの長時間化をもたらす。ニッチな製品の場合は顧客側も長リードタイムを受け入れる場合が多いが、一般的な大量生産品の場合は長リードタイム化はそのまま販売の機会損失に繋がる。そのため、ある程度の見込み生産が発生するが、見込み生産の量が多いことは、資金の投資から回収までの期間を長くするため、キャッシュ・フローを見た場合、損失が大きい。また、販売不振による商品の切り替えが発生した場合、多量の仕掛在庫損失が発生することもある。
ジャストインタイム生産方式は後工程引取方式であり、後工程は必要な時に必要な量だけ前工程からものを引き取り、前工程では引き取られたものについて後工程から指示された量だけ生産するというシステムである。
自工程で使った分だけ前工程に作らせる連鎖を組むことで、工程間仕掛の在庫の最少化を実現することにより生産コストの削減を図るのである。

### 情報の流れ（カンバン方式）
ジャストインタイム生産方式では後工程から前工程への生産指示票としてカンバンと呼ばれる帳票を利用する。このカンバンは、後工程に対しては納品書として加工品と共に引き渡される。後工程で加工品が使用されたらカンバンを前工程に戻す。前工程に戻す際は、発注票として渡され、このカンバンの受領を以て前工程では製品の加工を行う。
カンバン方式の連鎖の問題点は、販売側から工場へ入るオーダーのカンバンをどこに投入するかである。カンバンの戻す場所を「店」（MISE）といい、どこの工程にカンバンを戻すかを決めることを「店を構える」という表現を使う。製造の上流側に店を構える場合、工程間の仕掛在庫は最少になるが顧客への引渡しが遅くなる。完成品出庫側に店を構える場合、製造工程数が多い製品になればなるほど製造の源流にカンバンが届くまでの時間を要し、顧客への納期を守るために源流側で見込み生産が発生することがある。店は上流工程から順にアルファベットを用いてつけられA店,B店....と呼ぶ。

## 電子カンバン
通常用いられるカンバンは、プラスチック製であったり紙をラミネート（透明フィルムに封入処理）したりしたものが多い。このようなカンバンは、実際に使われているカンバン数を素早く正確に把握することが困難であったり、紛失や長期間使用による損傷などの問題があったりする。また、製造工程が多工程にわたる場合や、遠隔地に取引企業が有る場合など、現物のカンバンがやり取りされることによる、上流工程へのカンバン伝達の時間的ロスが発生し、最上流部でカンバンに連動しない見込み生産が行われることがある。
カンバンが電子化されることの利点は、
- カンバン総量の把握が容易となり、生産ボリューム変動に応じたカンバン数の柔軟化
- 上流工程へのカンバン伝達のジャストインタイム化

が可能となる。
欠点として
- トヨタ生産方式の一つの柱である「見える化」が滞る可能性がある｡

カンバンは「現場作業者」が手扱いで行う必要がある｡カンバンは工場内では「お金｣として扱われる｡電子カンバンはいわば手形取引のようなものになってしまい､現場での商品のやり取りが帳面上の形骸化になる可能性がある。
これを避けるために実際にカンバン自身がなくなることは無く､カンバンにバーコードをつけてそれを読み込ませることで電子化を行ったり､ICチップを埋め込まれて､工場内のどこにあるのかわかるようになっているものもある。

## 便係数
カンバンの振り出しから納品までのタイムラグを「便係数」と言う。例えば1日に1回の配達で発注してから2日で帰ってくる場合「1-1-2」という言い方をし、「一日一便2回遅れ」と言い方をする｡ちなみに1日に14便で前の便で発注したものが次の便で帰ってくる場合は「1-14-1」となる。
この便係数から、その物品が入手できるリードタイムは「便係数の第1項と第3項を掛け合わせ、第2項で割る」ことで求められる｡
先ほどの「1-14-1」の場合は、1×1÷14=0.0714となる｡稼動時間が1日24時間の場合、1.71時間となる。つまり、この物品は1.71時間のリードタイム以下で生産しなければならないこととなる。

## リスク・問題点と対策

### 災害・事故による部品不足
在庫を持たないので、指示どおり部品が納入されない場合、即座に操業が停止するリスクがある。1979年（昭和54年）7月の日本坂トンネル火災事故、1995年（平成7年）1月の阪神・淡路大震災、1997年2月に発生したアイシン精機（現:アイシン）刈谷工場の火災による部品入手の滞りによる自動車メーカー各社の操業停止などが挙げられる。2011年（平成23年）の東北地方太平洋沖地震（東日本大震災）では被害の大きい東北地方に自動車用部品や電子部品の工場が多かったことが災いした。部品の調達難によって、直接の被害がなかった愛知県豊田市の堤工場においても、3月14 - 27日の操業停止を余儀なくされた。2020年（令和2年）より世界に広がったコロナ禍により、日本国外の各工場で定期的かつ長期的な操業停止を余儀なくされた。これらの教訓から、その後は、リスクの高いものから優先的に複数発注体制に切り替えられている。

### トラック物流における路上駐車
大型車の路上駐車とジャストインタイムとの関連について、神奈川県トラック協会が指摘している。ジャストインタイムでは配達時間を厳密に指定される。このためトラックは到着時間の調整が必要となるが、多くの場合、荷主は待機場所を提供しない。待機場所がないため道路上で駐車し時間調整をする大型トラックも多く、道路交通の障害となることが課題となっている。

### 「ジャスト・イン・ケース」への転換
上記のコロナ禍に加え、中華人民共和国の軍事的台頭に伴う台湾有事などの危険性、2022年ロシアのウクライナ侵攻に起因する西側諸国の対ロ経済制裁、果ては2023年パレスチナ・イスラエル戦争などといった部品や資材のサプライチェーン（供給網）が分断される懸念が高まっている。このため、調達先を自国内や同盟・友好国に切り替えたり、在庫を多めに確保しておく「ジャスト・イン・ケース」（万が一の備え）を志向する動きが出ている。